# Kacper Borowski (koszykarz)
Kacper Borowski (ur. 2 maja 1994 w Słupsku) – polski koszykarz, występujący na pozycji skrzydłowego, aktualnie zawodnik zespołu Spójni Stargard.

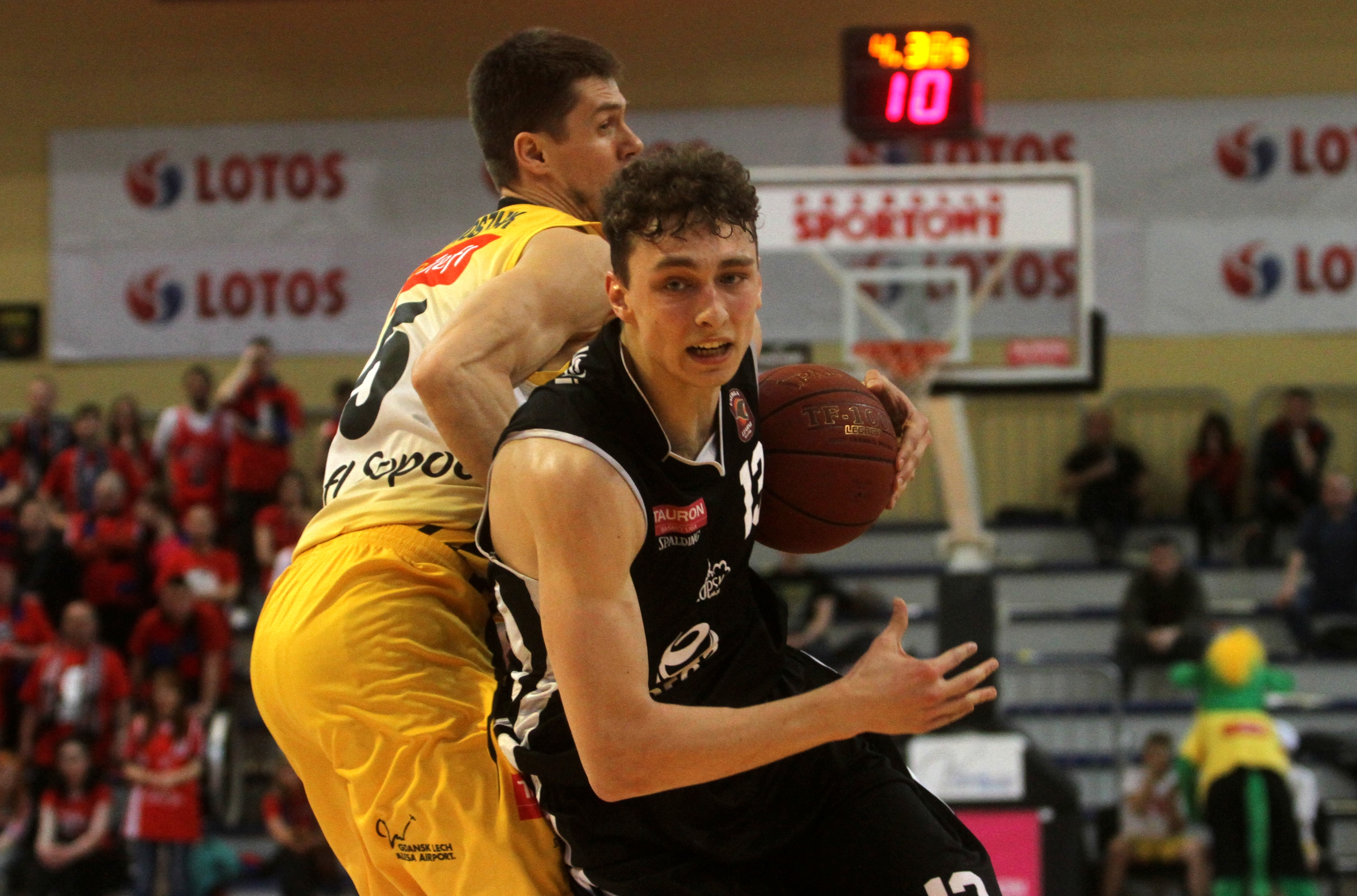
W barwach Czarnych Słupsk (2014)

Podczas występów w II-ligowym SMS PZKosz Władysławowo był wypożyczany do drużyn młodzieżowych STK Czarnych Słupsk, Trefla Sopot oraz GTK Gdynia.
7 lipca 2016 podpisał umowę z klubem PGE Turów Zgorzelec. 3 sierpnia 2018 został zawodnikiem TBV Startu Lublin.
19 maja 2021 dołączył do Kinga Szczecin. W szczecińskim klubie grał ostatnie trzy sezony. W jego barwach zdobył mistrzostwo i wicemistrzostwo kraju oraz Superpuchar. 30-letni skrzydłowy w swoim ostatnim sezonie w Szczecinie rozegrał 44 mecze w Orlen Basket Lidze, w których zdobywał średnio 4.8 punktu. Odgrywał w zespole rolę ważnego zmiennika, choć w ostatnich spotkaniach finałowych trener Arkadiusz Miłoszewski rozpoczynał mecze z Borowskim w podstawowym składzie. 
25 października 2024 został zawodnikiem klubu Spójnia Stargard. W Spójni zadebiutował 30 października 2024 w przegranym pucharowym meczu z rumuńskim CSM CSU Oradea w rozgrywkach FIBA Europe Cup. Jest to jego 12 sezon w ekstraklasie

## Osiągnięcia
Stan na 18 czerwca 2024.
Drużynowe
- Mistrz Polski (2023)[7]
- Wicemistrz Polski (2020, 2024[8])
- Brązowy medalista mistrzostw Polski (2015)
- Zdobywca Superpucharu Polski (2023)[9]

Indywidualne
- MVP:
  - Superpucharu Polski (2023)[10]
  - kolejki EBL (3 – 2020/2021)[11]
- Najlepszy Polski Debiutant PLK (2014)[12]
- Zaliczony do I składu kolejki EBL (2, 3 – 2020/2021)[13][14]
- Uczestnik konkursu wsadów podczas pucharu EBL (2018[15], 2019[16])

Reprezentacja
- Mistrz Europy U–20 dywizji B (2013)[17]
- Uczestnik mistrzostw Europy[17]:
  - U–20 (2014 – 9. miejsce)
  - U–18 (2011 – 6. miejsce, 2012 – 16. miejsce)
  - U–16 (2010 – 11. miejsce)